# Laupen (quận)
Quận Laupen (tiếng Đức: Amtsbezirk Laupen; tiếng Pháp: District de Laupen) là một đơn vị hành chính cũ của Thụy Sĩ. Quận này thuộc bang Bern. Quận có diện tích 88 km², dân số theo thống kê của cục thống kê Thụy Sĩ năm 1999 là 14189 người. Thủ phủ đóng ở Laupen. Mã bưu chính là 213.
Sau ngày 1 tháng 1 năm 2010, quận này sáp nhập vào hạt Bern-Mittelland, thuộc vùng lãnh thổ Bern-Mittelland.